# Henry Beaufoy
Henry Beaufoy, né en novembre 1750 et mort le 17 mai 1795 est un homme politique britannique du XVIIIe siècle.

## Biographie
Fils d'un négociant en vin quaker, il étudie aux académies d'Hoxton et de Warrington avant d'entrer à l'Université d'Édimbourg au début des années 1770. Il est l'un des membres fondateurs du Hackney College.
Il épouse Elizabeth Jenks en 1778, dont Thomas Gainsborough fait le portrait vers 1780. Il est aujourd'hui conservé à la Bibliothèque Huntington à San Marino (Californie).
Il est élu membre de la Royal Society en février 1782.
Il est élu Member of Parliament (MP) pour les circonscriptions de Minehead (1783–1784) et de Great Yarmouth de 1784 jusqu'à sa mort. Dans l'opposition, il est un des ardents défenseurs de l'abrogation des Repeal of the Test and Corporation Acts, qui limitait les droits civils des citoyens n'appartenant pas à l'Église d'Angleterre.
Il est secrétaire du Board of Control.
Il a été témoin du procès pour haute trahison de John Horne Tooke en 1794.
Il est enterré à St Mary's, Ealing. 